# Plutos

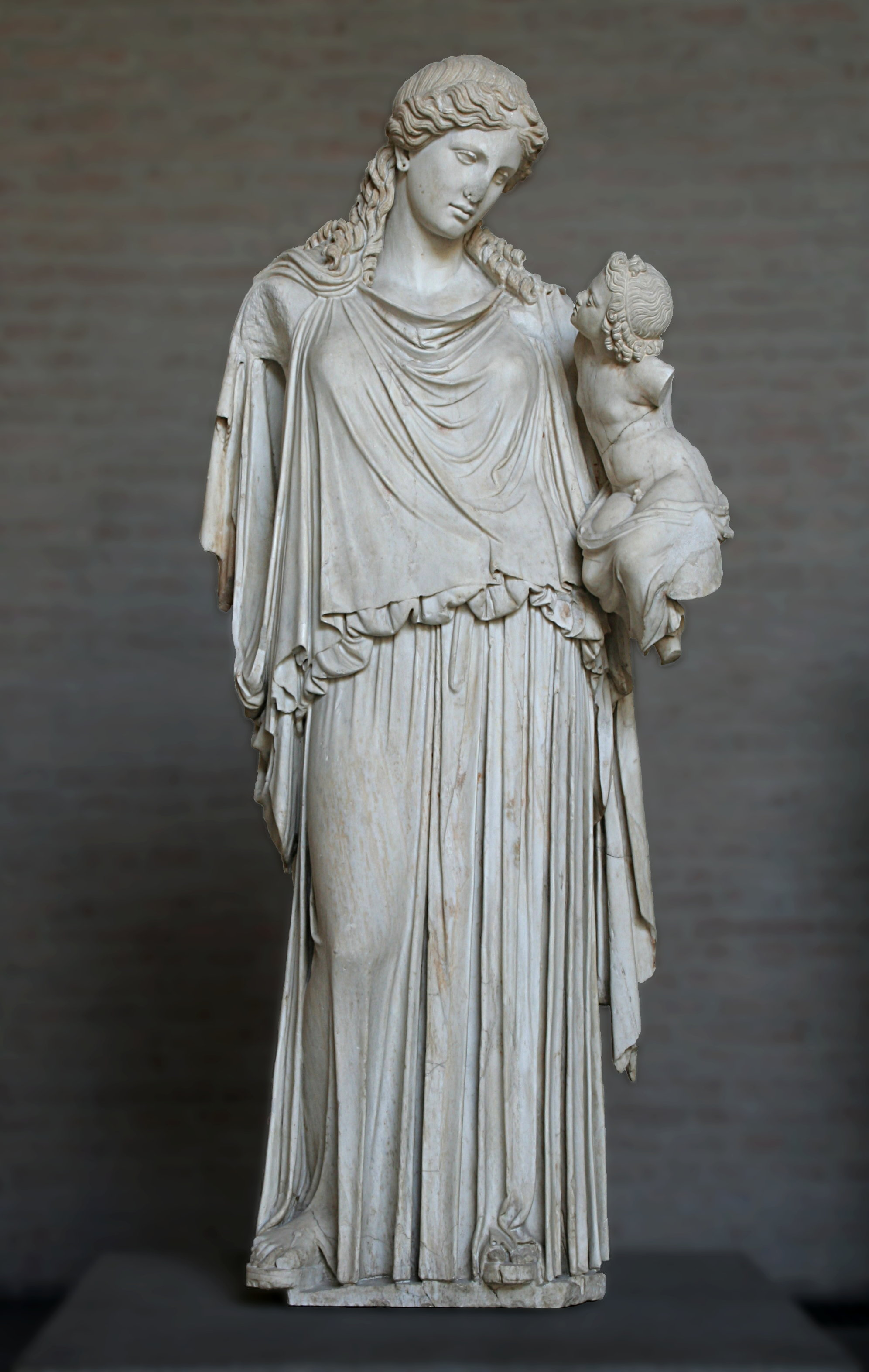
Plutos sittande på Eirenes arm (romersk kopia av grekisk staty från cirka 370 f.Kr.)

Plutos (grekiska Πλοῦτος, latin Plutus) är i den grekiska mytologin rikedomens gud och betecknas i en av de homeriska hymnerna som en son till Demeter, årsväxtens gudinna. Av den bildande konsten framställdes han vanligen med ett ymnighetshorn och ibland som ett barn sittande på fredsgudinnan Eirenes eller lyckogudinnan Tyches arm eller vid sidan av Athena Ergane, handslöjdernas gudinna. 
Plutos är även namnet på ett av Aristofanes lustspel i vilket guden framställs som en blind gubbe eftersom han utdelar sina håvor till både värdiga och ovärdiga utan åtskillnad. 
I dagens språk lever Plutos kvar i ordet plutokrati.